# Station Pogorzel
Station Pogorzel was een spoorwegstation in de Poolse plaats Pogorzel. In 1993 is het treinverkeer gestaakt.